# Besuk Agung
Besuk Agung is een bestuurslaag in het regentschap Probolinggo van de provincie Oost-Java, Indonesië. Besuk Agung telt 2682 inwoners (volkstelling 2010).